# Denhamia obscura
Denhamia obscura là một loài thực vật có hoa trong họ Dây gối. Loài này được (A.Rich.) Meisn. mô tả khoa học đầu tiên năm 1842.